# Polônia nos Jogos Olímpicos de Verão da Juventude de 2010
A Polônia participou dos Jogos Olímpicos de Verão da Juventude de 2010 em Cingapura. Sua delegação foi composta por 43 atletas que competiram em 17 esportes. O país conquistou um ouro e cinco bronzes.

## Medalhistas
| Medalha | Nome                 | Esporte   | Evento                      | Data         |
| ------- | -------------------- | --------- | --------------------------- | ------------ |
| Ouro    | Krzysztof Brzozowski | Atletismo | Arremesso de peso masculino | 22 de agosto |
| Bronze  | Martyna Swatowska    | Esgrima   | Espada individual feminino  | 17 de agosto |
| Bronze  | Marcin Cieślak       | Natação   | 200 m borboleta masculino   | 20 de agosto |
| Bronze  | Anna Wloka           | Atletismo | Arremesso de peso feminino  | 22 de agosto |
| Bronze  | Aneta Rydz           | Atletismo | Salto em altura feminino    | 22 de agosto |
| Bronze  | Dawid Michelus       | Boxe      | Peso galo (até 54 kg)       | 24 de agosto |

## Atletismo
| Evento                         | Atleta                                               | Qualificação  | Qualificação | Final      | Final        |
| Evento                         | Atleta                                               | Resultado     | Posição      | Resultado  | Posição      |
| ------------------------------ | ---------------------------------------------------- | ------------- | ------------ | ---------- | ------------ |
| Salto triplo masculino         | Adrian Józefowicz                                    | Sem marca     | --           | Não largou | -- (Final B) |
| Salto em altura feminino       | Aneta Rydz                                           | 1,76          | 1º           | 1,79       | [ 5 ]        |
| Arremesso de peso feminino     | Anna Wloka                                           | 15,77         | 1º           | 15,48      | [ 7 ]        |
| 110 m com barreiras masculino  | Filip Drozdowski                                     | 13.82         | 5º (4º q2)   | 13.75      | 6º (Final A) |
| 100 m com barreiras feminino   | Karolina Kołeczek                                    | Não completou | -- (q1)      | Não largou | -- (Final C) |
| 2000 m com obstáculos feminino | Katarzyna Dulak                                      | 7:09.75       | 11º          | 7:00.64    | 3º (Final B) |
| Arremesso de peso masculino    | Krzysztof Brzozowski                                 | 22,50         | 1º           | 23,23      | [ 15 ]       |
| Arremesso de martelo feminino  | Sandra Malinowska                                    | 55,30         | 6º           | 52,69      | 4º (Final A) |
| Arremesso de martelo masculino | Sebastian Dobkovski                                  | 70,13         | 6º           | 69,54      | 4º (Final A) |
| 400 m masculino                | Sebastian Wiszniewski                                | 48.83         | 13º (3º q2)  | 48.45      | 4º (Final B) |
| 200 m masculino                | Tomasz Kluczyński                                    | 21.80         | 6º (1º q2)   | 21.56      | 7º (Final A) |
| Revezamento masculino          | Tomasz Kluczyński (como integrante da equipe Europa) |               |              | 1:52.11    | [ 24 ]       |
| Arremesso de disco masculino   | Wojciech Praczyk                                     | 55,43         | 6º           | 57,01      | 6º (Final A) |

## Boxe
| Evento                | Atleta         | Preliminares              | Semifinais                     | Disputa pelo bronze    | Pos. final        |
| --------------------- | -------------- | ------------------------- | ------------------------------ | ---------------------- | ----------------- |
| Peso galo (até 54 kg) | Dawid Michelus | ROM Alexandru Marin V 4-0 | CUB Robeisy Eloy Ramírez D 1-3 | GBR Zack Davies V 12-7 | Medalha de bronze |

## Canoagem
| Evento                  | Atleta        | Tomada de tempo | Tomada de tempo | 1ª rodada                                     | 2ª rodada (repescagem)                     | Oitavas-de-final                           | Quartas-de-final                          | Semi-finais        | Final              | Pos. final |
| Evento                  | Atleta        | Resultado       | Pos.            | Oponente Resultado                            | Oponente Resultado                         | Oponente Resultado                         | Oponente Resultado                        | Oponente Resultado | Oponente Resultado | Pos. final |
| ----------------------- | ------------- | --------------- | --------------- | --------------------------------------------- | ------------------------------------------ | ------------------------------------------ | ----------------------------------------- | ------------------ | ------------------ | ---------- |
| Velocidade K1 masculino | Igor Dolata   | 1:34.36         | 13º             | BUL Boris Nedyalkov V 1:32.45 (bat. 11)       |                                            | SLO Simon Brus V 1:33.14 (bat. 3)          | BLR Andrei Tsarykovich D 1:35.55 (bat. 3) | Não avançou        | Não avançou        | 8º         |
| Slalom K1 masculino     | Igor Dolata   | 2:02.45         | 21º             | FRA Guillaume Bernis D 2:03.80 (bat. 1)       | CUB Renier Mora Jimenez D 1:53.42 (rep. 2) | Não avançou                                | Não avançou                               | Não avançou        | Não avançou        | --         |
| Velocidade K1 feminino  | Joanna Bruska | 1:43.43         | 5º              | ARG Valentina Barrera V 1:43.12 (bat. 5)      |                                            | SIN Nan Feng Wang V 1:43.21 (bat. 4)       | BEL Hermien Peters D 1:44.58 (bat. 4)     | Não avançou        | Não avançou        | 5º         |
| Slalom K1 feminino      | Joanna Bruska | 1:59.92         | 18º             | FRA Manon Hostens D 2:05.31 (bat. 6)          | HUN Ramona Farkasdi V 1:53.93 (rep. 5)     | AUT Viktoria Wolffhardt D 2:02.09 (bat. 2) | Não avançou                               | Não avançou        | Não avançou        | --         |
| Velocidade C1 masculino | Patryk Sokół  | 1:45.06         | 5º              | ANG José Chimbumba D Desclassificado (bat. 4) | Não avançou                                | Não avançou                                | Não avançou                               | Não avançou        | Não avançou        | --         |
| Slalom C1 masculino     | Patryk Sokół  | 1:56.89         | 6º              | CRO Matija Buriša V 1:54.90 (bat. 6)          |                                            | AZE Radoslav Kutsev D 1:56.59 (bat. 6)     | GER Dennis Soeter D 1:56.92 (bat. 2)      | Não avançou        | Não avançou        | 5º         |

## Ciclismo
| Prova                     | Equipe           | Corta-mato | Corta-mato | Corta-mato | Corta-mato | Corta-mato | Corta-mato | Contra-relógio | Contra-relógio | Contra-relógio | Contra-relógio | Contra-relógio | Contra-relógio | BMX           | BMX  | BMX  | BMX    | BMX   | BMX   | Estrada masculino[n1] | Estrada masculino[n1] | Estrada masculino[n1] | Pontuação geral | Pos. final |
| Prova                     | Equipe           | Fem.       | Fem.       | Fem.       | Masc.      | Masc.      | Masc.      | Fem.           | Fem.           | Fem.           | Masc.          | Masc.          | Masc.          | Fem.          | Fem. | Fem. | Masc.  | Masc. | Masc. | Estrada masculino[n1] | Estrada masculino[n1] | Estrada masculino[n1] | Pontuação geral | Pos. final |
| Prova                     | Equipe           | T          | P          | Pts        | T          | P          | Pts        | T              | P              | Pts            | T              | P              | Pts            | T             | P    | Pts  | T      | P     | Pts   | T                     | P                     | Pts                   | Pontuação geral | Pos. final |
| ------------------------- | ---------------- | ---------- | ---------- | ---------- | ---------- | ---------- | ---------- | -------------- | -------------- | -------------- | -------------- | -------------- | -------------- | ------------- | ---- | ---- | ------ | ----- | ----- | --------------------- | --------------------- | --------------------- | --------------- | ---------- |
| Equipes mistas combinadas | Bartłomiej Wawak |            |            |            | 1:00.13    | 4º         | 25         |                |                |                |                |                |                |               |      |      |        |       |       | 1:05.44               | 30º                   | 72 - 5 = 67[n2]       | 284             | 12º        |
| Equipes mistas combinadas | Marek Kulas      |            |            |            |            |            |            |                |                |                | 4:09.64        | 10º            | 22             |               |      |      |        |       |       | 1:05.44               | 25º                   | 72                    | 284             | 12º        |
| Equipes mistas combinadas | Michał Czerkies  |            |            |            |            |            |            |                |                |                |                |                |                |               |      |      | 44.281 | 28º   | 72    | 1:16.48               | 70º                   | 72                    | 284             | 12º        |
| Equipes mistas combinadas | Monika Śur       | 51:23      | 6º         | 18         |            |            |            | Não largou     | --             | 40             |                |                |                | Não completou | 31º  | 40   |        |       |       |                       |                       |                       | 284             | 12º        |

↑  Na prova de estrada apenas a melhor pontuação foi considerada.

↑  5 pontos foram deduzidos porque os três ciclistas concluíram a prova de estrada.

## Esgrima
| Evento                      | Atleta            | Qualificação | Qualificação | Oitavas-de-final                | Quartas-de-final             | Semifinais            | Final                        | Pos. final        |
| Evento                      | Atleta            | Oponente Resultado | Pos.         | Oponente Resultado              | Oponente Resultado           | Oponente Resultado    | Oponente Resultado           | Pos. final        |
| --------------------------- | ----------------- | --- | ------------ | ------------------------------- | ---------------------------- | --------------------- | ---------------------------- | ----------------- |
| Sabre individual feminino   | Angelika Wątor    | USA Celina Merza D 1-5 CHN Wan Yini D 4-5 COD Makwanya Nyabileke V 5-0 GER Anja Musch D 3-5 IRQ Ema Hilwiyah V 5-0 UKR Alina Komaschuk D 3-5         | 10º          | FRA Kenza Boudad D 13-15        | Não avançou                  | Não avançou           | Não avançou                  | 10º               |
| Espada individual feminino  | Martyna Swatowska | SIN R.H. Rahardja V 5-2 JOR Damyan Jaqman V 5-1 USA Katharine Holmes D 3-4 CHN Lin Sheng D 4-5 ITA Alberta Santuccio V 5-4 SUI Pauline Brunner V 5-3 | 4º           | JOR Damyan Jaqman V 15-4        | KOR Lee Hye-Won V 15-14      | CHN Lin Sheng D 11-15 | USA Katharine Holmes V 15-9* | Medalha de bronze |
| Espada individual masculino | Tomasz Kruk       | UKR Roman Svichkar V 5-2 KAZ Kirill Zhakupov V 5-3 ITA Marco Fichera D 3-5 BRA Guilherme Melaragno V 5-4 EGY Saleh Saleh D 3-5                       | 8º           | BRA Guilherme Melaragno V 15-13 | GER Nikolaus Bodoczi D 10-15 | Não avançou           | Não avançou                  | 6º                |

| Evento         | Atleta                                                 | Oitavas-de-final   | Quartas-de-final              | Semifinais                    | Final                   | Pos. final       |
| Evento         | Atleta                                                 | Oponente Resultado | Oponente Resultado            | Oponente Resultado            | Oponente Resultado      | Pos. final       |
| -------------- | ------------------------------------------------------ | ------------------ | ----------------------------- | ----------------------------- | ----------------------- | ---------------- |
| Equipes mistas | Martyna Swatowska (como integrante da equipe Europa 2) | Sem oponente       | Equipe Ásia-Oceania 2 V 30-21 | Equipe Ásia-Oceania 1 V 30-27 | Equipe Europa 1 D 24-30 | Medalha de prata |

| Evento         | Atleta                                           | Oitavas-de-final   | Quartas-de-final          | Classificação 5-8         | Disputa pelo 5º lugar   | Pos. final |
| Evento         | Atleta                                           | Oponente Resultado | Oponente Resultado        | Oponente Resultado        | Oponente Resultado      | Pos. final |
| -------------- | ------------------------------------------------ | ------------------ | ------------------------- | ------------------------- | ----------------------- | ---------- |
| Equipes mistas | Tomasz Kruk (como integrante da equipe Europa 3) | Sem oponente       | Equipe Américas 1 D 28-30 | Equipe Américas 2 V 30-23 | Equipe Europa 4 D 29-30 | 6º         |

* Disputa pelo bronze

## Ginástica artística
| Atleta           | Evento                     | Qualificação | Qualificação | Final por aparelhos | Final por aparelhos | Final individual geral | Final individual geral | Final individual geral | Final individual geral | Final individual geral | Final individual geral | Final individual geral | Final individual geral |
| Atleta           | Evento                     | Result.      | Pos.         | Result.             | Pos.                | Solo                   | Salto                  | Cavalo com alças       | Argolas                | Barras paralelas       | Barra fixa             | Total                  | Pos.                   |
| ---------------- | -------------------------- | ------------ | ------------ | ------------------- | ------------------- | ---------------------- | ---------------------- | ---------------------- | ---------------------- | ---------------------- | ---------------------- | ---------------------- | ---------------------- |
| Łukasz Borkowski | Solo masculino             | 0.000        | 41º          | Não avançou         | Não avançou         |                        |                        |                        |                        |                        |                        |                        |                        |
| Łukasz Borkowski | Cavalo com alças masculino | 11.050       | 37º          | Não avançou         | Não avançou         |                        |                        |                        |                        |                        |                        |                        |                        |
| Łukasz Borkowski | Argolas masculino          | 0.000        | 41º          | Não avançou         | Não avançou         |                        |                        |                        |                        |                        |                        |                        |                        |
| Łukasz Borkowski | Salto masculino            | 13.900       | 40º          | Não avançou         | Não avançou         |                        |                        |                        |                        |                        |                        |                        |                        |
| Łukasz Borkowski | Barras paralelas masculino | 0.000        | 41º          | Não avançou         | Não avançou         |                        |                        |                        |                        |                        |                        |                        |                        |
| Łukasz Borkowski | Barra fixa masculino       | 10.800       | 40º          | Não avançou         | Não avançou         |                        |                        |                        |                        |                        |                        |                        |                        |
| Łukasz Borkowski | Individual geral masculino | 35.750       | 41º          |                     |                     | Não avançou            | Não avançou            | Não avançou            | Não avançou            | Não avançou            | Não avançou            | Não avançou            | Não avançou            |

## Halterofilismo
| Evento                 | Atleta             | Peso corporal (kg) | Arranque (kg) | Arranque (kg) | Arranque (kg) | Arranque (kg) | Arremesso (kg) | Arremesso (kg) | Arremesso (kg) | Arremesso (kg) | Total (kg) | Pos. final |
| Evento                 | Atleta             | Peso corporal (kg) | 1             | 2             | 3             | Res.          | 1              | 2              | 3              | Res.           | Total (kg) | Pos. final |
| ---------------------- | ------------------ | ------------------ | ------------- | ------------- | ------------- | ------------- | -------------- | -------------- | -------------- | -------------- | ---------- | ---------- |
| Mais de 63 kg feminino | Milena Kruszyńska  | 69,21              | 79            | 82            | 82            | 82            | 101            | 106            | 106            | 106            | 188        | 9º         |
| Até 62 kg masculino    | Patryk Słowikowski | 61,94              | 100           | 103           | 103           | 100           | 123            | 123            | 125            | 123            | 223        | 8º         |

## Hipismo
| Evento            | Atleta                                             | Cavalo             | Preliminares | Preliminares | Preliminares | Preliminares | Preliminares | Preliminares | Final  | Final  | Pos. final      |
| Evento            | Atleta                                             | Cavalo             | Rodada A     | Rodada A     | Rodada B     | Rodada B     | Rodada B     | Total A+B    | Penal. | Tempo  | Pos. final      |
| Evento            | Atleta                                             | Cavalo             | Penal. salto | Pos.         | Penal. salto | Penal. tempo | Total B      | Total A+B    | Penal. | Tempo  | Pos. final      |
| ----------------- | -------------------------------------------------- | ------------------ | ------------ | ------------ | ------------ | ------------ | ------------ | ------------ | ------ | ------ | --------------- |
| Saltos individual | Wojciech Dahlke                                    | Travelling Soldior | 0            | 1º           | 4            | 0            | 4            | 4            | 4      | 40.03  | 6º              |
| Saltos por equipe | Wojciech Dahlke (como integrante da equipe Europa) | Travelling Soldior | 4            | 1º           | 4            | 0            | 4            | 8            | 4      | 141.03 | Medalha de ouro |

## Judô
| Evento             | Atleta        | 1ª rodada                          | 1ª rodada repescagem | 2ª rodada repescagem        | Final repescagem A                 | Disputa pelo bronze A  | Pos. final |
| ------------------ | ------------- | ---------------------------------- | -------------------- | --------------------------- | ---------------------------------- | ---------------------- | ---------- |
| Até 52 kg feminino | Maja Rasińska | FRA Julia Rosso-Richetto D 000-100 | Sem oponente         | ROM Alexandra Pop V 021-000 | FRA Julia Rosso-Richetto V 100-000 | PRK Ri Un-Ju D 000-100 | 5º         |

| Evento         | Atleta                                          | 1ª rodada               | 2ª rodada   | Semifinais  | Final       | Pos. final |
| -------------- | ----------------------------------------------- | ----------------------- | ----------- | ----------- | ----------- | ---------- |
| Equipes mistas | Maja Rasińska (como integrante da equipe Paris) | ZZX Equipe Tóquio D 3-5 | Não avançou | Não avançou | Não avançou | 10º        |

## Lutas
| Evento                   | Atleta          | Preliminares              | Preliminares               | Preliminares          | Preliminares | Disputa pelo 5º lugar   | Pos. final |
| Evento                   | Atleta          | 1ª rodada                 | 2ª rodada                  | 3ª rodada             | Pos.         | Oponente Resultado      | Pos. final |
| Evento                   | Atleta          | Oponente Resultado        | Oponente Resultado         | Oponente Resultado    | Pos.         | Oponente Resultado      | Pos. final |
| ------------------------ | --------------- | ------------------------- | -------------------------- | --------------------- | ------------ | ----------------------- | ---------- |
| Livre até 70 kg feminino | Suzan Saeed Ali | EGY Thoraya Mohamed V 3-1 | KAZ Rimma Rushnekova D 0-4 | KOR Moon Jin-Ju D 1-3 | 3º           | AUT Martina Kuenz D 0-3 | 6º         |

## Natação
| Evento                    | Atleta              | Qualificação | Qualificação | Semifinais  | Semifinais   | Final       | Final             |
| Evento                    | Atleta              | Resultado    | Posição      | Resultado   | Posição      | Resultado   | Posição           |
| ------------------------- | ------------------- | ------------ | ------------ | ----------- | ------------ | ----------- | ----------------- |
| 50 m costas feminino      | Klaudia Naziębło    | 30.07        | 6º (3º q1)   | 29.91       | 5º (3º sf1)  | 29.57       | 4º                |
| 100 m costas feminino     | Klaudia Naziębło    | 1:04.57      | 9º (3º q4)   | 1:03.57     | 5º (3º sf2)  | 1:03.07     | 4º                |
| 200 m costas feminino     | Klaudia Naziębło    | 2:16.54      | 7º (2º q2)   |             |              | 2:16.45     | 7º                |
| 100 m borboleta masculino | Marcin Cieślak      | 54.64        | 4º (3º q3)   | 54.30       | 7º (5º sf1)  | 53.78       | 4º                |
| 200 m borboleta masculino | Marcin Cieślak      | 2:01.69      | 3º (1º q3)   |             |              | 1:57.68     | Medalha de bronze |
| 50 m costas masculino     | Mateusz Wysoczyński |              |              | 26.80       | 7º (5º sf1)  | 26.96       | 5º                |
| 100 m costas masculino    | Mateusz Wysoczyński | 58.00        | 12º (3º q2)  | 57.56       | 10º (6º sf1) | Não avançou | Não avançou       |
| 200 m costas masculino    | Mateusz Wysoczyński | 2:04.80      | 5º (1º q1)   |             |              | 2:05.01     | 8º                |
| 50 m livre feminino       | Natalia Pawlaczek   | 27.42        | 23º (8º q8)  | Não avançou | Não avançou  | Não avançou | Não avançou       |
| 100 m livre feminino      | Natalia Pawlaczek   | 58.29        | 15º (4º q6)  | 58.40       | 16º (8º sf2) | Não avançou | Não avançou       |
| 200 m livre feminino      | Natalia Pawlaczek   | 2:05.76      | 15º (6º q6)  |             |              | Não avançou | Não avançou       |

## Pentatlo moderno
| Evento               | Atleta                                | Esgrima (Espada 1 toque) | Esgrima (Espada 1 toque) | Esgrima (Espada 1 toque) | Natação (200 m livre) | Natação (200 m livre) | Natação (200 m livre) | Corrida e tiro (3000 m, pistola a laser) | Corrida e tiro (3000 m, pistola a laser) | Corrida e tiro (3000 m, pistola a laser) | Pontuação total | Pos. final |
| Evento               | Atleta                                | Result.                  | Pos.                     | Pontos                   | Tempo                 | Pos.                  | Pontos                | Tempo                                    | Pos.                                     | Pontos                                   | Pontuação total | Pos. final |
| -------------------- | ------------------------------------- | ------------------------ | ------------------------ | ------------------------ | --------------------- | --------------------- | --------------------- | ---------------------------------------- | ---------------------------------------- | ---------------------------------------- | --------------- | ---------- |
| Individual feminino  | Anna Maliszewska                      | 15                       | 5º                       | 960                      | 2:25.95               | 13º                   | 1052                  | 12:45.10                                 | 7º                                       | 1940                                     | 3952            | 5º         |
| Individual masculino | Karol Dziudziek                       | 15                       | 4º                       | 960                      | 2:13.07               | 15º                   | 1204                  | 11:34.22                                 | 12º                                      | 2224                                     | 4388            | 7º         |
| Equipes mistas       | Anna Maliszewska e AUS Todd Renfree   | 50                       | 6º                       | 860                      | 2:11.65               | 22º                   | 1224                  | 15:50.67                                 | 11º                                      | 2280                                     | 4364            | 11º        |
| Equipes mistas       | Karol Dziudziek e GER Franziska Hanko | 44                       | 15º                      | 800                      | 2:09.59               | 20º                   | 1248                  | 15:41.42                                 | 8º                                       | 2316                                     | 4364            | 11º        |

## Remo
| Evento                  | Atleta           | Elim.   | Elim.       | Repescagem | Repescagem  | Semifinais | Semifinais   | Final   | Final        |
| Evento                  | Atleta           | Tempo   | Pos.        | Tempo      | Pos.        | Tempo      | Pos.         | Tempo   | Pos.         |
| ----------------------- | ---------------- | ------- | ----------- | ---------- | ----------- | ---------- | ------------ | ------- | ------------ |
| Skiff simples masculino | Konrad Raczyński | 3:27.33 | 4º (bat. 1) | 3:42.72    | 4º (rep. 3) | 3:45.04    | 2º (sf C/D1) | 3:42.40 | 5º (Final C) |

## Taekwondo
| Evento              | Atleta         | 1ª rodada    | Quartas-de-final      | Semifinais  | Final       | Pos. final |
| ------------------- | -------------- | ------------ | --------------------- | ----------- | ----------- | ---------- |
| Até 63 kg masculino | Marcin Anikiej | Sem oponente | TUR Berk Sungu D 7-10 | Não avançou | Não avançou | 7º         |

## Tênis de mesa
| Evento            | Atleta       | Preliminares | Preliminares | Preliminares | 2ª fase | 2ª fase | 2ª fase | Quartas-de-final | Semifinais  | Final       | Pos. final |
| Evento            | Atleta       | Grupo        | Confrontos | Pos.         | Grupo   | Confrontos | Pos.    | Quartas-de-final | Semifinais  | Final       | Pos. final |
| ----------------- | ------------ | ------------ | --- | ------------ | ------- | --- | ------- | ---------------- | ----------- | ----------- | ---------- |
| Simples masculino | Konrad Kulpa | A            | JPN Koki Niwa D 0-3 (6-11, 4-11, 7-11) ESA Luis Mejía V 3-0 (11-2, 12-10, 11-4) GER Florian Wagner V 3-0 (11-5, 11-7, 11-0) | 2º           | CC      | FRA Simon Gauzy D 0-3 (12-14, 8-11, 11-13) CRO Luka Fučec D 2-3 (11-6, 11-2, 9-11, 8-11, 11-13) HKG Chung Hei Chiu D 2-3 (12-10, 4-11, 11-4, 2-11, 7-11) | 4º      | Não avançou      | Não avançou | Não avançou | --         |

| Evento         | Atleta                                            | 1ª fase | 1ª fase                                                                                      | 1ª fase | 2ª fase                    | Quartas-de-final | Semifinais    | Final         | Pos. final |
| Evento         | Atleta                                            | Grupo   | Confrontos                                                                                   | Pos.    | 2ª fase                    | Quartas-de-final | Semifinais    | Final         | Pos. final |
| -------------- | ------------------------------------------------- | ------- | -------------------------------------------------------------------------------------------- | ------- | -------------------------- | ---------------- | ------------- | ------------- | ---------- |
| Equipes mistas | Konrad Kulpa e MDA Olga Bliznet (Equipe Europa 4) | C       | Europa 1 D 1-2 (0-3, 3-1, 1-3) África 2 V 3-0 (3-0, 3-0, 3-0) Europa 3 V 2-1 (3-0, 0-3, 3-1) | 2º      | Cingapura D 0-2 (0-3, 1-3) | Não avançaram    | Não avançaram | Não avançaram | 9º         |

## Tiro com arco
| Evento               | Atleta                                 | Qualificatória | Qualificatória | 1ª rodada                                         | Oitavas-de-final                                  | Quartas-de-final   | Semi-finais        | Final              | Pos. final |
| Evento               | Atleta                                 | Resultado      | Pos.           | Oponente Resultado                                | Oponente Resultado                                | Oponente Resultado | Oponente Resultado | Oponente Resultado | Pos. final |
| -------------------- | -------------------------------------- | -------------- | -------------- | ------------------------------------------------- | ------------------------------------------------- | ------------------ | ------------------ | ------------------ | ---------- |
| Individual feminino  | Aleksandra Wojnicka                    | 575            | 21º            | BEL Zoe Gobbels D 1-7                             | Não avançou                                       | Não avançou        | Não avançou        | Não avançou        | --         |
| Individual masculino | Maciej Jaworski                        | 553            | 29º            | RUS Bolot Tsybzhitov D 0-6                        | Não avançou                                       | Não avançou        | Não avançou        | Não avançou        | --         |
| Equipes mistas       | Aleksandra Wojnicka e TUR Yagiz Yilmaz |                |                | IND Seema Verma/ HUN Sebastian Linster V 6-2      | ESP Miriam Alarcón/ BAN Emdadul Haque Milon D 3-7 | Não avançaram      | Não avançaram      | Não avançaram      | --         |
| Equipes mistas       | Maciej Jaworski e RUS Tatiana Segina   |                |                | TUR Begunhan Unsal/ SIN Abdud Dayyan Jaffar D 4-6 | Não avançaram                                     | Não avançaram      | Não avançaram      | Não avançaram      | --         |

## Vela
| Evento               | Atleta           | Regata | Regata | Regata | Regata | Regata | Regata | Regata | Regata | Regata | Regata | Regata | Regata | Total | Posição |
| Evento               | Atleta           | 1      | 2      | 3      | 4      | 5      | 6      | 7      | 8      | 9      | 10     | 11     | M      | Total | Posição |
| -------------------- | ---------------- | ------ | ------ | ------ | ------ | ------ | ------ | ------ | ------ | ------ | ------ | ------ | ------ | ----- | ------- |
| Techno 293 feminino  | Hanna Idziak     | 7      | 7      | 6      | 5      | 9      | 3      | 10     | 10     | 7      | 7      |        | 6      | 67    | 8º      |
| Techno 293 masculino | Robert Pellowski | 15     | 10     | 13     | 13     | 11     | 13     | 14     | 10     | 10     | 13     |        | 11     | 118   | 11º     |
| Byte CII feminino    | Sara Piasecka    | DSQ    | 4      | 13     | 8      | 11     | 8      | 7      | 17     | 18     | 6      | 16     | 16     | 106   | 12º     |

Notas:
- M – Regata da Medalha
- OCS – On the Course Side of the starting line
- DSQ – Disqualified (Desclassificado)
- DNF – Did Not Finish (Não completou)
- DNS – Did Not Start (Não largou)
- BFD – Black Flag Disqualification (Desclassificado por bandeira preta)
- RAF – Retired after Finishing (Retirou-se após completar a prova)